# Паррас-де-ла-Фуэнте
Па́ррас-де-ла-Фуэ́нте (исп. Parras de la Fuente) — город в Мексике, штат Коауила, входит в состав муниципалитета Паррас и является его административным центром. Численность населения, по данным переписи 2010 года, составила 33 817 человек.

## Общие сведения
Название Parras с испанского языка — виноградная лоза, дано в знак растущих в долине виноградников, а Fuente — фонтан, источник.
Поселение было основано 18 февраля 1598 года капитаном Антоном Мартином Сапатой под названием Санта-Мария-де-лас-Паррас. 
11 января 1868 года поселение получило статус города.

## Фотографии
- Городской пруд
- Церковь Санта Марии